# 菊池文吾
菊池 文吾（きくち ぶんご、1895年（明治28年）4月6日 - 1946年〈昭和21年〉6月28日）は、日本の実業家。
日本レイヨン第2代社長。日本レイヨン初代社長菊池恭三の四男であり、妻は貴族院議員下郷久成の二女。

## 人物・経歴
大阪府菊池恭三四男。1895年に市立大阪商業学校（現大阪公立大学）卒業後、アメリカ合衆国にて遊学した。丸川商事社長、杉村倉庫取締役、尾三電力取締役、日本レイヨン取締役、日本レイヨン常務を歴任し、1938年から父の後任として日本レイヨン社長を務めた。また、南海鉄道監査役、スフ製造工業組合監事、日本化学繊維研究所監事なども兼任した。